# Nostri canti assassini
Nostri Canti Assassini - Canzoni dall'Esilio è il secondo album in studio del cantautore italiano Massimo Morsello.
Viene pubblicato autoprodotto nel 1981 nel formato musicassetta e ristampato nel 2009 in formato CD con 3 canzoni bonus track dal vivo tratte dall'esibizione di Campo Hobbit II a Fonte Romana . Questo secondo lavoro composto interamente in condizioni di latitanza tra la Germania e l'Inghilterra, è una rivisitazione in chiave esistenziale dell'esperienza della generazione degli anni di piombo. Questo lavoro narra di carcere, di morte e isolamento ma contiene anche un elemento di rinascita dalla sconfitta che farà de Nostri canti assassini l'inno generazionale di quel periodo.

## Tracce
1. Finché
2. L'autostrada
3. Nostri canti assassini parte I
4. Nostri canti assassini parte II
5. Natale
6. Perché ci hai dato la vita
7. Roma
8. Dove ghignano i ladri della tua libertà
9. Sul cemento un fiore nero nascerà

bonus track
1. La Tua gente migliore
2. Il battesimo del fuoco
3. Il Paradiso dei guerrieri